# Festes nacionals a Espanya
Les festes nacionals espanyoles són el conjunt de festes nacionals de l'Estat espanyol, destacant el dia de la Hispanitat i de la Verge del Pilar, del 12 d'octubre. La inclusió d'aquestes festes com a part dels símbols d'Espanya és discutida.

## Història
Durant el franquisme, es va instaurar un calendari commemoratiu caracteritzat per ser propagandístic. No totes les commemoracions eren dies festius.
Amb la mort del dictador Francisco Franco, es va dubtar durant la Transició Espanyola entre establir festes laiques o religioses. El resultat fou la contemporània confusió entre festes oficials i festes nacionals. Les festes nacionals s'han diferenciat del concepte de festa oficial per remarcar que se celebren a tot l'estat.
El 1991 no van ser incloses les festes del Dia de la Constitució ni de la Hispanitat a les tres dates festives inamovibles de l'Estatut dels treballadors.

## Llista completa de les festes nacionals espanyoles
La Direcció General del Treball (DGT) considera festa nacional aquella festa de caràcter cívic, l'Estatut dels Treballadors (ET) inclou altres festes i per l'Acord amb la Santa Seu de 1979 (ASS).
- 1 de gener - Cap d'Any (ET)
- 6 de gener - Epifania del Senyor (ASS)
- Dijous Sant (ASS)
- Divendres Sant (ASS)
- 1 maig -  Festa del Treball (ET)
- 15 d'agost - Assumpció de la Verge (ASS)
- 12 d'octubre - Dia de la Hispanitat i de la Verge del Pilar (DGT)
- 1 de novembre - Dia de tots sants (ASS)
- 6 de desembre - Dia de la Constitució Espanyola (DGT)
- 8 de desembre - Immaculada Concepció (ASS)
- 25 de desembre - Nativitat del Senyor (ET)[1]

El Reial Decret 2001/1983 estableix en l'art. 45.3 que les festes nacionals poden ser substituïdes per les festes tradicionals de les Comunitats Autònomes quan coincidisquen en diumenge traslladable a descans laboral de dilluns. També les Comunitats Autònomes poden substituir les festes nacionals establides per l'art. III de l'ASS (Epifania del Senyor i Dijous Sant) per les tradicionals dels seus territoris.